# Matharmé
Dans la mythologie grecque, Matharmé ou Métharmé est le nom de la fille de Pygmalion et Galatée selon plusieurs auteurs grecs, notamment le Pseudo-Apollodore dans le livre III de sa Bibliothèque. Selon le Pseudo-Apollodore, Cinyras, fils de Sandocos et de Pharnakè, vient s'installer avec ses compagnons dans l'île de Chypre où il fonde la ville de Paphos et épouse Métharmé. Ils ont deux fils, Oxyporos et Adonis, ainsi que trois filles : Orsédicé, Laogoré et Braésia.